# Tmeticides
Tmeticides araneiformis es una especie de araña araneomorfa de la familia Linyphiidae. Es el único miembro del género monotípico Tmeticides.

## Distribución
Se encuentra en Madagascar.  